# NGC 4533
NGC 4533 ist eine Spiralgalaxie mit ausgedehnten Sternentstehungsgebieten vom Hubble-Typ Scd im Sternbild Jungfrau auf der Ekliptik. Sie ist schätzungsweise 75 Millionen Lichtjahre von der Milchstraße entfernt und hat einen Scheibendurchmesser von etwa 50.000 Lj. Unter der Katalognummer VCC 1557 ist sie als Mitglied des Virgo-Galaxienhaufens gelistet.

Im gleichen Himmelsareal befinden sich u. a. die Galaxien NGC 4527, NGC 4536, NGC 4544, IC 3474.
Das Objekt wurde im Jahr 1877 vom deutschen Astronomen Ernst Wilhelm Leberecht Tempel entdeckt.